# Ptychotricos
Ptychotricos är ett släkte av fjärilar. Ptychotricos ingår i familjen björnspinnare.
Kladogram enligt Catalogue of Life:
| Ptychotricos | \| \| Ptychotricos elongata \| \| \| \| \| \| Ptychotricos episcepsidis \| \| \| \| \| \| Ptychotricos fenestrifer \| \| \| \| \| \| Ptychotricos zeus \| \| \| \| |
|              | \| \| Ptychotricos elongata \| \| \| \| \| \| Ptychotricos episcepsidis \| \| \| \| \| \| Ptychotricos fenestrifer \| \| \| \| \| \| Ptychotricos zeus \| \| \| \| |
|              | Ptychotricos elongata |
|              | |
|              | Ptychotricos episcepsidis |
|              | |
|              | Ptychotricos fenestrifer |
|              | |
|              | Ptychotricos zeus |
|              | |